# 仲新城誠
仲新城 誠（なかしんじょう まこと、1973年〈昭和48年〉 - ）は、日本のジャーナリスト。八重山日報編集長。石垣島を拠点にし、沖縄県八重山地区の政治・経済・社会問題に関する取材編集活動を行なっている。

## 来歴
沖縄県石垣市生まれ。1999年3月琉球大学卒業。同年4月八重山日報社へ入社。2010年八重山日報編集長に就任。自らも取材活動を行う。
2011年、八重山地区の中学校の公民教科書に育鵬社版が採択答申されてから沸き起こる八重山地区教科書問題では、教科書問題取材班のチーフとして最前線で取材活動を行う。この取材活動を通じて“沖縄世論”の異常性を問題提起する意味で『国境の島の「反日」教科書キャンペーン 　―沖縄と八重山の無法イデオロギー―』を上梓。
“沖縄では地元大手メディアが反日左翼的な反戦平和・反米姿勢の報道をしている”と主張。自身もかつてその中で“洗脳”状態にあったが、“日米地位協定で認められているにも拘わらず、2009年に石垣市長・大浜長照がアメリカ海軍掃海艦の石垣港入港拒否を決め、また、反対派活動家約100人が入港拒否座り込みによる入港妨害を行った”とし、このような明らかな法律違反がまかり通っていることを疑問に思ったとして、アメリカ軍側の主張も記事化した。
"沖縄では法の上に沖縄世論があり、違法で理不尽なことがまかり通る。騒いでいるのは一部の活動家たち。それを沖縄のメディアが大きく取り上げ、あたかも民意であるかのように作り上げていく。それが沖縄世論だ"と主張し、それらとは一線を画した報道姿勢を取っているとしている。

## 著書

### 単著
- 『国境の島の「反日」教科書キャンペーン』産経新聞出版、2013年。ISBN 978-4-8191-1204-8。
- 『翁長知事と沖縄メディア「反日・親中」タッグの暴走』産経新聞出版、2015年。ISBN 978-4-8191-1273-4。
- 『偏向の沖縄で「第三の新聞」を発行する』産経新聞出版、2017年。ISBN 978-4-8191-1316-8。

### 共著
- ロバート・D・エルドリッヂ、宮崎政久、仲村覚、仲新城誠、兼次映利加『沖縄の危機！ ―『平和』が引き起こす暴力の現場』青林堂、2017年1月20日。ISBN 978-4792605773。

## 寄稿
- 「対中最前線　国境の島からの報告30　住民が翁長県政を提訴！普天間移設、もう一つの対立図」『月刊正論2016年1月号』（日本工業新聞社、2015年12月1日）
- 「琉球独立論を封じるには、翁長知事個人ではなく、反基地派の論理粉砕を」『ジャパニズム 28』（青林堂ビジュアル、2015年12月10日）ISBN
- 「政府との全面対決にひた走る翁長知事と自制心を失った反基地運動」『ジャパニズム 29』（青林堂ビジュアル、2016年2月10日）ISBN 978-4792605414
- 「辺野古の陰で置き去りされる経済、福祉の問題」『ジャパニズム 30』（青林堂ビジュアル、2016年4月9日）ISBN 978-4792605452
- 「沖縄県民を「非日本人化」するのは誰だ」『月刊正論　2016年7月号』（日本工業新聞社、2016年6月1日、ASIN B01EG98T94）
- 「迷走する翁長知事のもとで、ますます危うくなる沖縄」『ジャパニズム 31』（青林堂ビジュアル、2016年6月10日）ISBN 978-4792605520
- 「中国軍艦もどこ吹く風　米軍属殺人事件の政治利用に狂奔する翁長知事とメディア」『月刊正論　2016年8月号』（日本工業新聞社、2016年7月1日、雑誌JAN 4910055990866）
- 「米軍撤退を主張しても、「米軍撤退後の沖縄」という議論から逃げ続ける翁長知事」『ジャパニズム 32』（青林堂ビジュアル、2016年8月10日）ISBN 978-4792605605
- 「尖閣に中国の大漁船団が迫っても、中国を批判しない沖縄メディアと何もできない翁長知事」『ジャパニズム 33』（青林堂ビジュアル、2016年10月8日）ISBN 978-4792605667
- 「「土人」発言に見る、反対派の暴走とそれを正当化する沖縄メディアの迷走」『ジャパニズム 34』（青林堂ビジュアル、2016年12月10日）ISBN 978-4792605728
- 「米軍に敵意むきだし　オスプレイ批判の異常」『月刊正論　2017年3月号』（日本工業新聞社、2017年2月1日、ASIN B01N5HHF2M）
- 「沖縄メディアと反基地派による中山石垣市長包囲網の脅威」『ジャパニズム 35』（青林堂ビジュアル、2017年2月10日）ISBN 978-4792605797
- 「偏向の沖縄本島に第3の新聞をつくる」『月刊正論　2017年5月号』（日本工業新聞社、2017年4月1日、ASIN B06XBYLXBV）
- 「「沖縄ヘイト」という不可解で不気味な言葉」『ジャパニズム 36』（青林堂ビジュアル、2017年4月8日、ISBN 978-4792605872）
- 「対中最前線　国境の島からの報告　沖縄「屈辱の日」は反基地運動の道具か」『月刊正論　2017年7月号』（日本工業新聞社、2017年6月1日）
- 「外国勢力との関りを隠さなくなった沖縄の現状」『ジャパニズム 38』（青林堂ビジュアル、2017年8月10日、ISBN 978-4792605988）
- 「対中最前線　国境の島からの報告　学力最低レベルでも沖縄メディアは…」『月刊正論　2017年11月号』（日本工業新聞社、2017年10月1日）
- 「八重山日報の歴史的使命─異常報道に挑む「先兵」の役割」『ジャパニズム 39』（青林堂ビジュアル、2017年10月7日、ISBN 978-4792605988）
- 「「オール沖縄」をかたくなに主張し続ける琉球新報と沖縄タイムス」『ジャパニズム 40』（青林堂ビジュアル、2017年12月9日、ISBN 978-4792606107）
- 「「弱者の味方」を自認する沖縄2大県紙が県民から徴収するお悔み広告19万円!! 」『ジャパニズム 41』（青林堂ビジュアル、2018年2月10日、ISBN 978-4792606145）
- 「反基地イデオロギーにはウンザリ…　名護市民　民主主義の選択」『月刊正論　2018年4月号』（日本工業新聞社、2018年3月1日、ASIN B079BF4GJ4）

## 連載
「沖縄の危機」金融ファクシミリ新聞　2017年9月